# Artère gastro-omentale droite
Pour les articles homonymes, voir Artère gastro-omentale.
L'artère gastro-omentale droite (ou artère gastro-épiploïque droite) est une artère de l'abdomen et une des deux branches terminales de l'artère gastroduodénale.

## Origine
L'artère gastro-omentale droite nait de l'artère gastroduodénale en avant de la tête du pancréas.

## Trajet
L'artère gastro-omentale droite passe de droite à gauche le long de la grande courbure de l'estomac, entre les couches du grand omentum, s'anastomosant avec l'artère gastro-omentale gauche, une branche de l'artère splénique.

## Branches
L'artère donne de nombreuses branches :
- les rameaux gastriques remontent pour vasculariser l'estomac

- les rameaux omentaux qui descendent pour vasculariser le grand omentum et s'anastomosent avec les branches de l'artère colique moyenne.

## Images supplémentaires

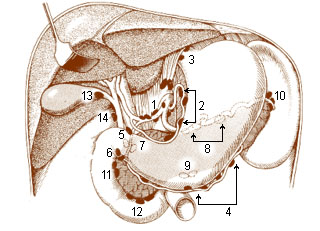
Artère et veine gastro-omentales droites en #4.
Vascularisation de l'estomac : artères gastriques droite et gauche, gastro-omentale droite et gauche et artères gastriques courtes.